# Drapeau de Trenton (Géorgie)
Le drapeau de Trenton, en Géorgie aux États-Unis, a été adopté en 2001 en guise de protestation suite au changement du drapeau de la Géorgie. Le drapeau a été controversé parce qu’il y incorpore le drapeau de bataille confédéré.

Drapeau de la Géorgie (1956–2001)

## Histoire
En 1956, l’État de Géorgie a changé son drapeau pour qu’il comporte en grande partie le drapeau de bataille confédéré dans le cadre d’une protestation contre la déségrégation. En 2001, l’Assemblée générale de Géorgie a voté en faveur du changement de drapeau, reléguant l’emplacement du drapeau confédéré à une place considérablement réduite sur le drapeau de l’État. La ville de Trenton s’est opposée à ce nouveau drapeau. La même année, les commissaires de la ville ont voté l’adoption de l’ancien drapeau de l’État comme drapeau de la ville en guise de protestation, ce qui est devenu officiel en 2002. L’État de Géorgie avait déclaré qu’il retirerait le financement de toute municipalité qui refuserait de faire flotter le nouveau drapeau de l’État et continuerait à arborer l’ancien. Trenton a contourné cela lorsqu’ils ont adopté le drapeau en modifiant l’ancien drapeau de l’État en y ajoutant « Ville de Trenton » et « Incorporé en 1854 ». Il a également arboré le nouveau drapeau de l’État de Géorgie et le drapeau des États-Unis ainsi que le drapeau de la ville, conformément aux réglementations de l’État.
Le changement n’a pas été universellement soutenu et, en 2004, le nouveau maire de Trenton, Anthony Emanuel, l’a destitué. Cependant, à la suite d’objections des Fils des anciens combattants confédérés (en) selon lesquelles le drapeau représentait leur héritage, un référendum a été organisé en 2005. Les habitants de la ville ont voté à 278 contre 64 pour conserver le drapeau de la ville avec l’emblème confédéré.